# Calabasas Pro Tennis Championships 2009
Il Calabasas Pro Tennis Championships 2009 è stato un torneo professionistico di tennis maschile giocato sul cemento indoor, che faceva parte dell'ATP Challenger Tour 2009. Si è giocato a Calabasas negli USA dal 19 al 25 ottobre 2009.

## Partecipanti

### Teste di serie
| Nazionalità | Giocatore        | Ranking* | Testa di serie |
| ----------- | ---------------- | -------- | -------------- |
| Stati Uniti | Kevin Kim        | 95       | 1              |
| Stati Uniti | Michael Russell  | 96       | 2              |
| Stati Uniti | Jesse Levine     | 104      | 3              |
| Colombia    | Santiago Giraldo | 108      | 4              |
| Stati Uniti | Taylor Dent      | 111      | 5              |
| Croazia     | Roko Karanušić   | 133      | 6              |
| Slovenia    | Grega Žemlja     | 155      | 7              |
| Colombia    | Carlos Salamanca | 159      | 8              |

- Ranking al 12 ottobre 2009.

### Altri partecipanti
Giocatori che hanno ricevuto una wild card:
- Prakash Amritraj
- Steve Johnson
- Bradley Klahn
- Gary Sacks

Giocatori passati dalle qualificazioni:
- Luka Gregorc
- Cecil Mamiit
- Louk Sorensen
- Fernando Vicente

## Campioni

### Singolare
Donald Young ha battuto in finale  Michael Russell con il punteggio di 7–6(4), 6–1

### Doppio
Santiago González /  Simon Stadler hanno battuto in finale  Treat Conrad Huey /  Harsh Mankad con il punteggio di 6–2, 5–7, [10–4]